# Heinrich Kreutz (Intendant)
Heinrich Kreutz (* 22. August 1891 in München; † nach 1952) war ein deutscher Sänger, Regieassistent, Theaterregisseur und Theaterintendant.

## Werdegang
Kreutz erhielt seine künstlerische Ausbildung an der Akademie für Tonkunst in seiner Heimatstadt München. Anschließend (ab 1921) wirkte er als Sänger in Ulm, Sondershausen, Zwickau, Würzburg und Halle. 1930 holte ihn Siegfried Wagner als Regieassistent an die Bayreuther Festspiele. Zu dieser Zeit, von 1926 bis 1935, war Kreutz auch Opernsspielleiter in Halle. Von 1933 bis 1939 war er Intendant des Altmärkischen Landestheaters in Stendal. Nach dem Zweiten Weltkrieg war er zunächst am Stadttheater Zittau tätig. 1952 ging  Kreutz als Oberspielleiter an das Stadttheater in Greiz.
Seine Tochter Felicitas Kreutz (* 1917) war mit dem Rittmeister und Diplom-Psychologen Karl-Heinz von Rabenau (* 1913) verheiratet; ihr Sohn Dithard von Rabenau wurde Karikaturist.

## Theaterregie (Auswahl)
- 1946: Giacomo Puccini: La Bohème (Stadttheater Zittau)
- 1948: Georges Bizet: Carmen (Stadttheater Bautzen)
- 1951: Franz Lehár: Paganini (Theater der Stadt Greiz)